# Ultimate Collection (Eurythmics)
Ultimate Collection è la seconda raccolta del gruppo musicale britannico Eurythmics, pubblicata nel 2005.

## Tracce
1. I've Got a Life
2. Love Is a Stranger
3. Sweet Dreams (Are Made of This)
4. Who's That Girl?
5. Right by Your Side
6. Here Comes the Rain Again
7. Would I Lie to You?
8. There Must Be an Angel (Playing with My Heart)
9. Sisters Are Doin' It for Themselves – con Aretha Franklin
10. It's Alright (Baby's Coming Back)
11. When Tomorrow Comes
12. Thorn in My Side
13. The Miracle of Love
14. Missionary Man
15. You Have Placed a Chill in My Heart
16. I Need a Man
17. I Saved the World Today
18. 17 Again
19. Was It Just Another Love Affair?